# La bagarre
La bagarre è il primo singolo della cantante francese Amanda Lear, pubblicato nel 1975 e successivamente incluso nel suo primo album I Am a Photograph del 1976.

## Descrizione
Amanda Lear, qui al suo esordio come cantante e precedentemente nota come modella, canta in questo singolo una cover in francese del brano Trouble di Elvis Presley, rintitolato La bagarre ("la rissa"), con testo scritto da Vline Buggy e già inciso da Johnny Hallyday nel 1962. La bagarre viene pubblicato come suo singolo d'esordio in Francia e Belgio nel 1975 dalla Polydor, con il brano Lethal Leading Lady sul lato B, canzone di cui Amanda Lear è coautrice. Il disco tuttavia non ottiene il successo commerciale sperato, così nel 1976 Amanda Lear incide una nuova versione con l'originale testo in inglese intitolata Trouble che viene pubblicata dalla Creole Records in Gran Bretagna e altri paesi europei, senza ottenere successo nemmeno in questo caso.
Amanda Lear canta la canzone in una puntata del programma televisivo tedesco Musikladen, trasmesso il 29 maggio 1976 in Germania Ovest, apparendo vestita in pelle nera, alludendo così all'immagine di Elivs Presley degli anni cinquanta. La performance induce la Ariola a ristampare il disco e far firmare alla cantante un contratto che prevede la pubblicazione di sei album. Il singolo viene promosso anche attraverso apparizioni alla trasmissione televisiva 3 nach 9, in cui Amanda nega le voci a proposito del suo presunto cambio di sesso.
Il brano La bagarre viene inserito in alcune edizioni dell'album di debutto di Amanda Lear del 1976 I Am a Photograph, ma viene rimosso nelle successive ristampe dell'album, sostituito da Queen of Chinatown, singolo che ha ottenuto maggior successo commerciale. Nel 1980 La bagarre viene nuovamente ristampato con differente lato B, in cui troviamo i brani Le chat de gouttière, una canzone composta interamente dalla Lear e destinata al mercato francese, e Insomnia, estratto dall'album dello stesso anno Diamonds For Breakfast. Nel 2014 Amanda Lear registra una nuova versione in inglese della canzone per il suo album di cover di canzoni di Elivs Presley My Hapiness.

## Tracce
7" 1975
1. La bagarre – 3:40
2. Lethal Leading Lady – 2:50

Durata totale: 6:30
7" 1976
1. Trouble – 3:40
2. Lethal Leading Lady – 2:50

Durata totale: 6:30
7" 1980
1. La bagarre – 3:34
2. Le chat de gouttière – 3:24
3. Insomnia – 3:15

Durata totale: 10:13